# Guruieni, Teleorman
Guruieni este un sat în comuna Măgura din județul Teleorman, Muntenia, România.